# Glaphyrus rothi
Glaphyrus rothi is een keversoort uit de familie Glaphyridae. De wetenschappelijke naam van de soort is voor het eerst geldig gepubliceerd in 1869 door Harold.